# Sangue misto (film 1956)
Sangue misto (Bhowani Junction) è un film del 1956 diretto da George Cukor.

## Trama
India 1947: il paese sta per ottenere l'indipendenza dal Regno Unito grazie agli sforzi del Mahatma Gandhi. Tuttavia forti tensioni agitano la popolazione, aizzata da una parte dal leader pacifista del Partito del Congresso, Surabhai, e dall'altra dagli estremisti di sinistra, uno dei cui esponenti di spicco è il terrorista Ghanshiam Davey.
Victoria Jones, tenente del corpo delle ausiliarie dell'Esercito dell'India Britannica, inquadrata nel battaglione di fucilieri Gurkha, comandato dal colonnello inglese Rodney Savage, è in crisi esistenziale: figlia di un macchinista ferroviario inglese, Thomas, e di una donna indiana, si sente estranea in India in quanto non interamente indiana e teme, trasferendosi in Inghilterra, di trovarsi ugualmente a disagio essendo inglese solo a metà.
Intanto viene proclamato uno sciopero ferroviario contro gli inglesi, tuttavia esso interrompe anche il viaggio di un treno che trasportava armi ed esplosivi per l'esercito, che resta fermo in piena campagna. Preoccupato dal rischio che armi ed esplosivi finiscano nelle mani dei terroristi, Savage fa sgomberare la stazione di Bowahni, piena di dimostranti, dai suoi fucilieri e, per vincere la resistenza di Surabhai e dei suoi seguaci, fa scaricare loro addosso secchiate di liquami raccolti nei gabinetti. La misura ottiene il suo effetto, ma scatena contro il colonnello l'indignazione degli indiani di casta superiore ed anche quella di Victoria. Moti più o meno spontanei scoppiano in città e gruppi di agitatori e di malfattori saccheggiano ed incendiano negozi ed esercizi pubblici. Purtroppo l'azione di Savage non è servita a nulla poiché, raggiunto il treno rimasto bloccato, si scopre che il contenuto dei vagoni, armi ed esplosivo, è stato già asportato dalle bande dei terroristi.
La linea ferroviaria presso la città è presidiata dai fucilieri di Savage ed una sera, rientrando a casa, Victoria è oggetto delle attenzioni dell'ufficiale inglese Graham McDaniel, che l'accompagna contro la sua volontà. Giunti quasi a destinazione, McDaniel tenta di violentarla, ma Victoria riesce ad afferrare una barra di ferro con la quale gli spacca la testa. Raggiunta dal tenero ferroviere indiano Ranjit Kasel, viene da questi portata a casa sua ed aiutata a liberarsi delle vesti sporche di sangue dalla madre di Ranjit, un'indiana rivoluzionaria, già ospite delle carceri inglesi, che si rivolge all'amico capo dei terroristi, Ghanshiam Davey. Questi, per ritardare il ritrovamento del corpo del tenente McDaniel, non solo lo trasporta in un letamaio ma, per sopramercato, uccide anche la sentinella che aveva lasciato passare Victoria e McDaniel, occultandone il corpo insieme a quello del tenente inglese.
Intanto Victoria è rosa dal rimorso di aver ucciso un uomo e di non essere andata alla polizia, convinta in questo dalla madre di Ranjit, la quale cerca in ogni modo di far sì che Victoria sposi il figlio. In effetti, per un certo tempo, Victoria si veste con gli abiti tradizionali indiani e si accompagna spesso a Ranjit, senza tuttavia esserne troppo convinta.
I terroristi si fanno presto vivi facendo saltare un treno di passeggeri ed il colonnello Savage, che aveva notato i movimenti strani della sua ausiliaria, la costringe a recarsi sul posto ed a prestare soccorso alle vittime, in modo che si renda conto di qual genere di persone siano i fautori del gesto, realizzato sicuramente dal Davey e dai suoi compagni.
Dopo quest'esperienza Victoria decide di andare per qualche giorno in una località lontana e per questo ottiene il permesso dal colonnello di compiere la prima parte del viaggio sulla motrice accanto al padre. Nella seconda, essendo il treno molto affollato, viene ospitata nello scompartimento riservato di Savage, che riesce a farle confessare l'omicidio di McDaniel e ad accettare di presentarsi per l'inchiesta. Con l'aiuto di Savage, Victoria esce scagionata dal procedimento preliminare e si innamora, ricambiata, di Savage. Le cose procedono bene per breve tempo, ma il terrorista Davey è in agguato. Braccato dalla polizia, una notte entra nella stanza di Victoria e la costringe a vestirsi ed a seguirla in stazione ove, sotto minaccia di rivoltella, la obbliga a far segnali di fermarsi ad un treno merci. Quando questo riparte, Davey salta fuori e costringe Victoria a salire con lui su un vagone. Qui prepara l'esplosivo per un attentato, ma l'ex fidanzato di Victoria, Patrick Taylor, presente in stazione, s'insospettisce per la fermata imprevista del merci e indaga: scoperto che era stata una giovane donna vestita di rosso a far fermare il treno, va a casa di Victoria e, non trovandola, si rivolge al colonnello inglese. Compreso il pericolo, questi si dirige a tutta velocità con i suoi fucilieri autotrasportati ad incrociare il treno, che viene fermato all'uscita di un lungo tunnel: Victoria viene trovata a bordo legata ed imbavagliata ma di Davey non c'è traccia. Taylor e Savage si addentrano nel tunnel: grazie al sacrificio del primo, ucciso da Davey, Taylor individua la dinamite, uccide a colpi di mitra Davey e disinnesca il dispositivo. Appena in tempo, poiché di lì a pochi secondi transita un treno sul quale viaggia il Mahatma Gandhi.
Savage rinuncia quindi a proseguire nella carriera militare: dà le dimissioni e rimane in India per sposare Victoria.